# KK Mornar Bar
Košarkaški klub Mornar je muški košarkaški klub sa sjedištem u Baru. Klub se natječe u Crnogorskoj košarkaškoj ligi i ABA ligi.
Klub također igra u međunarodnim natjecanjima. Mornar je svoj europski debi imao u košarkaškoj Ligi prvaka tijekom sezone 2016./17. Mornar je osvojio svoj prvi naslov prvaka Crne Gore u sezoni 2017./18.

## Povijest
U sezoni 2015./16., Mornar je došao do finala Balkanske i Crnogorske lige te izgubio oba finala. U sezoni 2016./17. Mornar se vratio u europska natjecanja kada se plasirao u regularni dio košarkaške Lige prvaka. Klub je debitirao u ABA ligi.
U svojoj drugoj sezoni ABA lige klub se plasirao u polufinale. U polufinalu doigravanja Mornar je ispao od Crvene zvezde rezultatom 2:1.
Dana 30. svibnja 2018., Mornar je osvojio svoj prvi naslov prvaka pobjedom nad Budućnosti u finalu Crnogorske košarkaške lige u sezoni 2017./18.
U prosincu 2020. klub je postao dioničar ABA lige nakon prijenosa dionica MZT Skopja.
Dana 11. rujna 2021. klub je promjenio ime u Mornar Barsko zlato iz sponzorskih razloga.